# Isprani
Isprani é um filme de drama produzido na Croácia, dirigido por Zrinko Ogresta e lançado em 1995.